# Вера, Франсиско
Франсиско Мигель Вера Гонсалес (исп. Francisco Miguel Vera González; родился 21 мая 1994 года в Минга-Гуасу, Парагвай) — парагвайский футболист, нападающий клуба «Рубио Нью».

## Клубная карьера
Вера — воспитанник клуба «Рубио Нью». 27 ноября 2010 года в матче против «Спортиво Триниденсе» он дебютировал в парагвайской Примере. В этом же поединке Франсиско забил свой первый гол за «Рубио Нью». Летом 2015 года Вера перешёл в лиссабонскую «Бенфику». Сумма трансфера составила 2,8 млн. евро. Для получения игровой практики он был переведён во вторую команду. 22 августа в матче против столичного «Атлетико» Вера дебютировал в Сегунда лиге. В этом же поединке Франсиско забил свой первый гол за дублёров.
Летом 2016 года Вера на правах аренды перешёл в уругвайский «Феникс». 4 сентября в матче против «Пеньяроль» он дебютировал в уругвайской Примере.
В начале 2017 года Франсиско на правах аренды вернулся в «Рубио Нью».

## Международная карьера
В 2011 году в составе юношеской сборной Парагвая Вера принял участие в юношеском чемпионате Южной Америки в Эквадоре. На турнире он сыграл в матчах против команд Венесуэлы, Бразилии  и дважды Колумбии.